# Evan Klamer
Evan Klamer (né le 15 janvier 1923 à Copenhague au Danemark et mort le 28 avril 1978 à Lundtofte près de Lyngby-Taarbæk) est un coureur cycliste danois. Professionnel de 1949 à 1959, il s'est principalement illustré sur piste, remportant 3 six jours. Il participe également à l'épreuve de tandem des Jeux olympiques d'été de 1948 en compagnie de Hans Edmund Andresen.

## Palmarès sur piste

### Six jours
- 1955 : Copenhague, Aarhus (avec Kay Werner Nielsen)
- 1956 : Francfort (avec Kay Werner Nielsen)

### Championnats d'Europe
- 1957
  -  Médaillé de bronze de l'américaine (avec Kay Werner Nielsen)

### Autres compétitions
- 1955 : Prix du Salon (avec Kay Werner Nielsen)